# Blue Lights
Blue Lights är en brittisk thriller- och kriminaldramaserie. Första säsong hade premiär den 27 mars  2023 på BBC One, och bestod av sex avsnitt. Serien har fått kontrakt på en andra säsong.

## Handling
Serien utspelar sig i Belfast i Nordirland och kretsar kring tre polisaspiranters första steg i yrket. Grace och unga Annie och Tommy är nyblivna konstaplar och lärs upp av ett äldre arbetspar. Nykomlingarna testas på alla sätt, både i organisationen och på fältet.

## Rollista (i urval)
- Siân Brooke – Grace Ellis
- Katherine Devlin – Annie Conlon
- Nathan Braniff – Tommy Foster
- Richard Dormer – Gerard 'Gerry' Cliff
- Martin McCann – Stephen 'Stevie' Neil
- John Lynch – James McIntyre
- Jonathan Harden – David 'Jonty' Johnston
- Valene Kane – Angela Mackle
- Dane Whyte O'Hara – Gordon 'Gordy' Mackle
- Joanne Crawford – Helen McNally
- Hannah McClean – Jen Robinson
- Andi Osho – Sandra Cliff
- Nabil Elouahabi – Joseph